# Пилиповка (Киевская область)
Пили́повка (укр. Пилипівка) — село, входит в Фастовский район Киевской области Украины.
Население по переписи 2001 года составляло 409 человек. Почтовый индекс — 08553. Телефонный код — 4565. Занимает площадь 2,06 км². Код КОАТУУ — 3224985401.

## Местный совет
08553, Київська обл., Фастівський р-н, с.Пилипівка, вул.Леніна,60а